# Mistrzostwa świata w szachach 2013
| Uczestnicy meczu                                                     | Uczestnicy meczu                                                 |
| -------------------------------------------------------------------- | ---------------------------------------------------------------- |
|                                                                      |                                                                  |
| Viswanathan Anand · Indie · obrońca tytułu · ur. 1969 · ranking 2775 | Magnus Carlsen · Norwegia · pretendent · ur. 1990 · ranking 2870 |
| Hyatt Regency Chennai w Ćennaj                                       |                                                                  |

Mistrzostwa świata w szachach 2013 – mecz szachowy, rozegrany w hotelu Hyatt Regency Chennai w Ćennaj w dniach od 9 do 25 listopada 2013 roku (planowo mecz miał trwać do 28 listopada), pomiędzy broniącym tytułu mistrza świata Viswanathanem Anandem z Indii, a pretendentem Magnusem Carlsenem z Norwegii.

## Zasady
Regulamin meczu przewidywał rozegranie 12 partii oraz ewentualnych dogrywek. Viswanathan Anand bronił tytułu po zwycięstwie w 2012 r. nad Borisem Gelfandem, natomiast Magnus Carlsen prawo do udziału w meczu o mistrzostwo świata zdobył dzięki zwycięstwu w turniej pretendentów w 2013 r. w Londynie.
Zawodnicy rozgrywali partie klasycznym tempem: 120 minut na 40 posunięć, następnie 60 minut na 20 posunięć oraz 15 minut na dokończenie partii, poczynając od 61. posunięcia dodatkowo otrzymując 30 sekund po każdym wykonanym posunięciu. W przypadku remisu przewidziano dogrywkę, składającą się z 4 partii tempem szachów szybkich (25 minut na partię oraz 10 sekund bonifikaty po każdym wykonanym posunięciu). Jeśli w dalszym ciągu wynik spotykania pozostawał nierozstrzygnięty, zawodnicy mieli rozegrać dwie partie błyskawiczne (5 minut + 10 sekund po posunięciu), a jeśli i ta dogrywka nie zdecydowałaby o zwycięzcy, odbyłaby się ostatnia, decydująca partia, w której wylosowany jako pierwszy zawodnik wybierał kolor bierek, z tym że grający białymi otrzymywał 6, a czarnymi – 5 minut. Do ostatecznego zwycięstwa białe musiały jednak wygrać, a czarnym wystarczał remis.
Sędzią głównym był Ashot Vardapetyan z Armenii. Pula nagród wynosiła 1,85 miliona euro, z czego 1,1 miliona otrzyma zwycięzca.

## Przebieg meczu
W przedmeczowych komentarzach za faworyta meczu powszechnie uważano Magnusa Carlsena. Jako potwierdzenie tej tezy wymieniano jego bezsporną dominację na świecie od prawie 4 lat (na opublikowanych w okresie od stycznia 2010 do listopada 2013 32 listach rankingowych Międzynarodowej Federacji Szachowej, I miejsce 29 razy zajmował Carlsen, natomiast Anand – zaledwie 3 razy), jak również zdecydowanie niższy wiek pretendenta (Carlsen – 22 lata, Anand – 43 lata). Po stronie Ananda przemawiało jego wielkie meczowe doświadczenie: w swojej karierze pięciokrotnie uczestniczył w meczach o mistrzostwo świata, w trzech z nich zwyciężając (był również zwycięzcą dwóch turniejów o mistrzostwo świata, w tym w jednym rozegranym systemem pucharowym). Na tym polu Carlsen był całkowitym nowicjuszem, bowiem w meczu o mistrzostwo świata uczestniczył po raz pierwszy. Komentatorzy zwracali również uwagę, że kluczową kwestią może stanowić przedmeczowe przygotowanie obu rywali, zarówno debiutowe, jak i psychologiczne.
Viswanathana Ananda wspierał zespół złożony z czterech arcymistrzów: Pétera Lékó, Surya Ganguly'ego, Sandipana Chandy i Radosława Wojtaszka, natomiast w grupie współpracowników Magnusa Carlsena znaleźli się arcymistrzowie Jon Ludvig Hammer i Laurent Fressinet.
Pierwsze cztery partie zakończyły się remisami, z tym że dwie pierwsze - szybkimi i nieciekawymi, a trzecia i czwarta – interesującymi, po trwającej kilkadziesiąt posunięć długiej walce. W piątej i szóstej partii zwyciężył Carlsen i na półmetku objął prowadzenie 4–2. Kolejne dwie partie zakończyły się remisem, a po przegranej w 9. partii sytuacja mistrza świata stała się dramatyczna (aby doprowadzić do dogrywki musiał on wygrać wszystkie trzy pozostałe partie). W 10. partii zanotowano remis, co oznaczało zwycięstwo Carlsena w stosunku 6½ – 3½ i zakończenie meczu przed czasem.
Zwyciężając w stosunku 6½ – 3½, Magnus Carlsen osiągnął najwyższy procentowy wynik (65%) w historii wszystkich meczów o mistrzostwo świata.
Mecz wywołał bardzo duże zainteresowanie w rodzinnym kraju Carlsena. Bezpośrednią telewizyjną transmisję wszystkich partii oglądało ponad 600 tys. mieszkańców Norwegii (czyli ok. 12% całkowitej ludności tego kraju).
| Partia   | Data         | Carlsen | Anand | ECO | Pos. | Wynik w meczu             | Zapis | Video |
| -------- | ------------ | ------- | ----- | --- | ---- | ------------------------- | ----- | ----- |
| 1        | 9 listopada  | ½       | ½     | D78 | 16   | remis ½ – ½               |       |       |
| 2        | 10 listopada | ½       | ½     | B19 | 25   | remis 1 – 1               |       |       |
| 3        | 12 listopada | ½       | ½     | A07 | 51   | remis 1½ – 1½             |       |       |
| 4        | 13 listopada | ½       | ½     | C67 | 64   | remis 2 – 2               |       |       |
| 5        | 15 listopada | 1       | 0     | D31 | 58   | Carlsen prowadzi 3 – 2    |       |       |
| 6        | 16 listopada | 1       | 0     | C65 | 67   | Carlsen prowadzi 4 – 2    |       |       |
| 7        | 18 listopada | ½       | ½     | C65 | 32   | Carlsen prowadzi 4½ – 2½  |       |       |
| 8        | 19 listopada | ½       | ½     | C67 | 33   | Carlsen prowadzi 5 – 3    |       |       |
| 9        | 21 listopada | 1       | 0     | E25 | 28   | Carlsen prowadzi 6 – 3    |       |       |
| 10       | 22 listopada | ½       | ½     | B51 | 65   | Carlsen zwyciężył 6½ – 3½ |       |       |
| 11       | 24 listopada |         |       |     |      |                           |       |       |
| 12       | 26 listopada |         |       |     |      |                           |       |       |
| dogrywka | 28 listopada |         |       |     |      |                           |       |       |

## Zapisy partii

### partia nr 1
1. Carlsen – Anand, obrona Grünfelda (D78)
1.Sf3 d5 2.g3 g6 3.Gg2 Gg7 4.d4 c6 5.0-0 Sf6 6.b3 0-0 7.Gb2 Gf5 8.c4 Sbd7 9.Sc3 d:c4 10.b:c4 Sb6 11.c5 Sc4 12.Gc1 Sd5 13.Hb3 Sa5 14.Ha3 Sc4 15.Hb3 Sa5 16.Ha3 Sc4 remis

### partia nr 2
2. Anand – Carlsen, obrona Caro-Kann (B19)
1.e4 c6 2.d4 d5 3.Sc3 d:e4 4.S:e4 Gf5 5.Sg3 Gg6 6.h4 h6 7.Sf3 e6 8.Se5 Gh7 9.Gd3 G:d3 10.H:d3 Sd7 11.f4 Gb4+ 12.c3 Ge7 13.Gd2 Sgf6 14.0-0-0 0-0 15.Se4 S:e4 16.H:e4 S:e5 17.f:e5 Hd5 18.H:d5 c:d5 19.h5 b5 20.Wh3 a5 21.Wf1 Wac8 22.Wg3 Kh7 23.Wgf3 Kg8 24.Wg3 Kh7 25.Wgf3 Kg8 remis

### partia nr 3
3. Carlsen – Anand, otwarcie Rétiego (A07)
1.Sf3 d5 2.g3 g6 3.c4 d:c4 4.Ha4+ Sc6 5.Gg2 Gg7 6.Sc3 e5 7.H:c4 Sge7 8.O-O O-O 9.d3 h6 10.Gd2 Sd4 11.S:d4 e:d4 12.Se4 c6 13.Gb4 Ge6 14.Hc1 Gd5 15.a4 b6 16.G:e7 H:e7 17.a5 Wab8 18.We1 Wfc8 19.a:b6 a:b6 20.Hf4 Wd8 21.h4 Kh7 22.Sd2 Ge5 23.Hg4 h5 24.Hh3 Ge6 25.Hh1 c5 26.Se4 Kg7 27.Sg5 b5 28.e3 d:e3 29.W:e3 Gd4 30.We2 c4 31.S:e6+ f:e6 32.Ge4 c:d3 33.Wd2 Hb4 34.Wad1 G:b2 35.Hf3 Gf6 36.W:d3 W:d3 37.W:d3 Wd8 38.W:d8 G:d8 39.Gd3 Hd4 40.G:b5 Hf6 41.Hb7+ Ge7 42.Kg2 g5 43.h:g5 H:g5 44.Gc4 h4 45.Hc7 h:g3 46.H:g3 e5 47.Kf3 H:g3+ 48.f:g3 Gc5 49.Ke4 Gd4 50.Kf5 Gf2 51.K:e5 G:g3+ remis

### partia nr 4
4. Anand – Carlsen, partia hiszpańska (C67)
1.e4 e5 2.Sf3 Sc6 3.Gb5 Sf6 4.O-O S:e4 5.d4 Sd6 6.G:c6 d:c6 7.d:e5 Sf5 8.H:d8 K:d8 9.h3 Gd7 10.Wd1 Ge7 11.Sc3 Kc8 12.Gg5 h6 13.G:e7 S:e7 14.Wd2 c5 15.Wad1 Ge6 16.Se1 Sg6 17.Sd3 b6 18.Se2 G:a2 19.b3 c4 20.Sdc1 c:b3 21.c:b3 Gb1 22.f4 Kb7 23.Sc3 Gf5 24.g4 Gc8 25.Sd3 h5 26.f5 Se7 27.Sb5 h:g4 28.h:g4 Wh4 29.Sf2 Sc6 30.Wc2 a5 31.Wc4 g6 32.Wdc1 Gd7 33.e6 f:e6 34.f:e6 Ge8 35.Se4 W:g4+ 36.Kf2 Wf4+ 37.Ke3 Wf8 38.Sd4 S:d4 39.W:c7+ Ka6 40.K:d4 Wd8+ 41.Kc3 Wf3+ 42.Kb2 We3 43.Wc8 Wdd3 44.Wa8+ Kb7 45.W:e8 W:e4 46.e7 Wg3 47.Wc3 We2+ 48.Wc2 Wee3 49.Ka2 g5 50.Wd2 We5 51.Wd7 Kc6 52.Wed8 Wge3 53.Wd6+ Kb7 54.W8d7+ Ka6 55.Wd5 We2+ 56.Ka3 We6 57.Wd8 g4 58.Wg5 W:e7 59.Wa8+ Kb7 60.Wag8 a4 61.W:g4 a:b3 62.W8g7 Ka6 63.W:e7 W:e7 64.K:b3 remis

### partia nr 5
5. Carlsen – Anand, gambit hetmański (D31)
1.c4 e6 2.d4 d5 3.Sc3 c6 4.e4 d:e4 5.S:e4 Gb4+ 6.Sc3 c5 7.a3 Ga5 8.Sf3 Sf6 9.Ge3 Sc6 10.Hd3 c:d4 11.S:d4 Sg4 12.O-O-O S:e3 13.f:e3 Gc7 14.S:c6 b:c6 15.H:d8+ G:d8 16.Ge2 Ke7 17.Gf3 Gd7 18.Se4 Gb6 19.c5 f5 20.c:b6 f:e4 21.b7 Wab8 22.G:e4 W:b7 23.Whf1 Wb5 24.Wf4 g5 25.Wf3 h5 26.Wdf1 Ge8 27.Gc2 Wc5 28.Wf6 h4 29.e4 a5 30.Kd2 Wb5 31.b3 Gh5 32.Kc3 Wc5+ 33.Kb2 Wd8 34.W1f2 Wd4 35.Wh6 Gd1 36.Gb1 Wb5 37.Kc3 c5 38.Wb2 e5 39.Wg6 a4 40.W:g5 W:b3+ 41.W:b3 G:b3 42.W:e5+ Kd6 43.Wh5 Wd1 44.e5+ Kd5 45.Gh7 Wc1+ 46.Kb2 Wg1 47.Gg8+ Kc6 48.Wh6+ Kd7 49.G:b3 a:b3 50.K:b3 W:g2 51.W:h4 Ke6 52.a4 K:e5 53.a5 Kd6 54.Wh7 Kd5 55.a6 c4+ 56.Kc3 Wa2 57.a7 Kc5 58.h4 1–0

### partia nr 6
6. Anand – Carlsen, partia hiszpańska (C65)
1.e4 e5 2.Sf3 Sc6 3.Gb5 Sf6 4.d3 Gc5 5.c3 O-O 6.O-O We8 7.We1 a6 8.Ga4b5 9.Gb3 d6 10.Gg5 Ge6 11.Sbd2 h6 12.Gh4 G:b3 13.a:b3 Sb8 14.h3 Sbd7 15.Sh2 He7 16.Sdf1 Gb6 17.Se3 He6 18.b4 a5 19.b:a5 G:a5 20.Shg4 Gb6 21.G:f6 S:f6 22.S:f6+ H:f6 23.Hg4 G:e3 24.f:e3 He7 25.Wf1 c5 26.Kh2 c4 27.d4 W:a1 28.W:a1 Hb7 29.Wd1 Hc6 30.Hf5 e:d4 31.W:d4 We5 32.Hf3 Hc7 33.Kh1 He7 34.Hg4 Kh7 35.Hf4 g6 36.Kh2 Kg7 37.Hf3 We6 38.Hg3 W:e4 39.H:d6 W:e3 40.H:e7 W:e7 41.Wd5 Wb7 42.Wd6 f6 43.h4 Kf7 44.h5 g:h5 45.Wd5 Kg6 46.Kg3 Wb6 47.Wc5 f5 48.Kh4 We6 49.W:b5 We4+ 50.Kh3 Kg5 51.Wb8 h4 52.Wg8+ Kh5 53.Wf8 Wf4 54.Wc8 Wg4 55.Wf8 Wg3+ 56.Kh2 Kg5 57.Wg8+ Kf4 58.Wc8 Ke3 59.W:c4 f4 60.Wa4 h3 61.g:h3 Wg5 62.Wc6 f3 63.We6+ Kf2 64.W:h6 Wg2+ 65.Kh1 Wg1+ 66.Kh2 We1 67.b5 h3 61.g:h3 Wg6 62.c4 f3 63.Wa3+ Ke2 64.b4 f2 65.Wa2+ Kf3 66.Wa3+ Kf4 67.Wa8 Wg1 0-1

### partia nr 7
7. Anand – Carlsen, partia hiszpańska (C65)
1.e4 e5 2.Sf3 Sc6 3.GG5 Sf6 4.d3 Gc5 5.G:c6 d:c6 6.SGd2 Gg4 7.h3 Gh5 8.Sf1 Sd7 9.Sg3 G:f3 10.H:f3 g6 11.Ge3 He7 12.O-O-O O-O-O 13.Se2 Whe8 14.KG1 G6 15.h4 KG7 16.h5 G:e3 17.H:e3 Sc5 18.h:g6 h:g6 19.g3 a5 20.Wh7 Wh8 21.Wdh1 W:h7 22.W:h7 Hf6 23.f4 Wh8 24.W:h8 H:h8 25.f:e5 H:e5 26.Hf3 f5 27.e:f5 g:f5 28.c3 Se6 29.Kc2 Sg5 30.Hf2 Se6 31.Hf3 Sg5 32.Hf2 Se6 remis

### partia nr 8
8. Carlsen – Anand, partia hiszpańska (C67)
1.e4 e5 2.Sf3 Sc6 3.Gb5 Sf6 4.O-O S:e4 5.We1 Sd6 6.S:e5 Ge7 7.Gf1 S:e5 8.W:e5 O-O 9.d4 Gf6 10.We1 We8 11.c3 W:e1 12.H:e1 Se8 13.Gf4 d5 14.Gd3 g6 15.Sd2 Sg7 16.He2 c6 17.We1 Gf5 18.G:f5 S:f5 19.Sf3 Sg7 20.Ge5 Se6 21.G:f6 H:f6 22.Se5 We8 23.Sg4 Hd8 24.He5 Sg7 25.H:e8+ S:e8 26.W:e8+ H:e8 27.Sf6+ Kf8 28.S:e8 K:e8 29.f4 f5 30.Kf2 b5 31.b4 Kf7 32.h3 h6 33.h4 h5 remis

### partia nr 9
9. Anand – Carlsen, obrona Nimzowitscha (E25)
1.d4 Sf6 2.c4 e6 3.Sc3 Gb4 4.f3 d5 5.a3 G:c3+ 6.b:c3 c5 7.c:d5 e:d5 8.e3 c4 9.Se2 Sc6 10.g4 0-0 11.Gg2 Sa5 12.0-0 Sb3 13.Wa2 b5 14.Sg3 a5 15.g5 Se8 16.e4 S:c1 17.H:c1 Wa6 18.e5 Sc7 19.f4 b4 20.a:b4 a:b4 21.W:a6 S:a6 22.f5 b3 23.Hf4 Sc7 24.f6 g6 25.Hh4 Se8 26.Hh6 b2 27.Wf4 b1H+ 28.Sf1 He1 0–1

### partia nr 10
10. Carlsen – Anand, obrona sycylijska (B51)
1.e4 c5 2.Sf3 d6 3.Gb5+ Sd7 4.d4 c:d4 5.H:d4 a6 6.G:d7+ G:d7 7.c4 Sf6 8.Gg5 e6 9.Sc3 Ge7 10.0-0 Gc6 11.Hd3 0-0 12.Sd4 Wc8 13.b3 Hc7 14.S:c6 H:c6 15.Wac1 h6 16.Ge3 Sd7 17.Gd4 Wfd8 18.h3 Hc7 19.Wfd1 Ha5 20.Hd2 Kf8 21.Hb2 Kg8 22.a4 Hh5 23.Se2 Gf6 24.Wc3 G:d4 25.W:d4 He5 26.Hd2 Sf6 27.We3 Wd7 28.a5 Hg5 29.e5 Se8 30.e:d6 Wc6 31.f4 Hd8 32.Wed3 Wc:d6 33.W:d6 W:d6 34.W:d6 H:d6 35.H:d6 S:d6 36.Kf2 Kf8 37.Ke3 Ke7 38.Kd4 Kd7 39.Kc5 Kc7 40.Sc3 Sf5 41.Se4 Se3 42.g3 f5 43.Sd6 g5 44.Se8+ Kd7 45.Sf6+ Ke7 46.Sg8+ Kf8 47.S:h6 g:f4 48.g:f4 Kg7 49.S:f5+ e:f5 50.Kb6 Sg2 51.K:b7 S:f4 52.K:a6 Se6 53.Kb6 f4 54.a6 f3 55.a7 f2 56.a8=H f1=H 57.Hd5 He1 58.Hd6 He3+ 59.Ka6 Sc5+ 60.Kb5 S:b3 61.Hc7+ Kh6 62.Hb6+ H:b6+ 63.K:b6 Kh5 64.h4 K:h4 65.c5 S:c5 remis

## Literatura
- Dariusz Gronkowski, Jerzy Konikowski, Jerzy Moraś, Mecz na szczycie. Carlsen gromi Ananda, Penelopa 2013, ISBN 978-83-62908-01-1